# Пальтитка
Пальтитка — река на севере Дальнего Востока России, протекает по территории Билибинского района Чукотского автономного округа. Длина реки — 49 км.
Название в переводе с чук. Пъультытку — «извилистая».
Пальтитка протекает в северо-восточном направлении по заболоченной Чаунской низменности до впадения в Восточно-Сибирское море. Имеет несколько безымянных притоков.

## Данные водного реестра
По данным государственного водного реестра России относится к Анадыро-Колымскому бассейновому округу.